# Jared Isaacman
Jared Isaacman, född 11 februari 1983, är en amerikansk entreprenör, pilot, filantrop och kommersiell astronaut. Han är grundare av Draken International, en privat flygvapenleverantör, och grundare och VD för Shift4 Payments, en betalningsprocessor. I februari 2023 var hans uppskattade förmögenhet till 2 miljarder USD.
Isaacman var befälhavare för Inspiration4, en privat rymdfärd med SpaceX:s Crew Dragon Resilience, uppskjuten från Kennedy Space Center i Florida den 16 september 2021. Besättningen återvände till jorden den 18 september 2021 efter att ha kretsat på 585 km höjd över havet. Uppdraget var en del av en insamling för St. Jude Children's Research Hospital, till vilken Isaacman lovade att donera 100 miljoner dollar.
Isaacman kommer att leda Polaris Dawn-uppdraget, den första privata rymdfärden i en serie uppdrag som heter Polaris-programmet. Isaacman genomgår för närvarande kommersiell astronaututbildning på SpaceX.
Den 4 december 2024 nominerades han till administratör (chef) för NASA, av den då tillträdande presidenten Donald Trump.

## Biografi

### Tidigt liv
Jared Isaacman föddes den 11 februari 1983 till Donald och Sandra Marie Isaacman. Han är jude, även om han har sagt att han inte är en religiös person trots att han donerat till synagogor. Han är ett yngsta barn och har tre syskon: två bröder, Marc och Michael, och en syster, Tiffany.

### Karriär

#### Företag
1999 grundade Isaacman ett betalningshanteringsföretag med namnet United Bank Card, som senare döptes om till Harbortouch, ett betalningsföretag som är baserat i Pennsylvania. Han var grundande VD och behöll den rollen 2015 med företaget som "var lönsamt i över ett decennium [medan han bearbetade] 11 miljarder USD per år från 60 000 handlare, vilket genererade 300 miljoner USD i intäkter."  År 2020, företaget hade döpts om till Shift4 Payments, Isaacman förblev VD och företaget behandlade 200 miljarder USD i betalningar årligen.
2012 var han med och grundade Draken International, ett Florida-baserat företag som utbildar piloter för US Air Force. Företaget driver en av världens största flottor av privatägda stridsflygplan.

#### Pilot
Medan han var i 20-årsåldern uppträdde Isaacman i flyguppvisningar med Black Diamond Jet Team.
2008 försökte han sätta världsrekordet för att flyga runt jordklotet i ett lätt jetflygplan, genom att resa jorden runt på 83 timmar, strax över det befintliga rekordet på 82 timmar. Rekordförsöket var ett insamlingsevenemang för Make-A-Wish Foundation i New Jersey.
I april 2009 satte han ett världsrekord för att flyga runt jorden i ett lätt jetplan, vilket gjorde flygningen på 61:51:15, cirka 20 timmar snabbare än det tidigare rekordet på 82 timmar. Världsrekordförsöket gjordes även det som ett insamlingsevenemang för Make-A-Wish Foundation. Han flög en Cessna Citation CJ2 med två andra besättningsmedlemmar och hoppade över stopp i Indien och Japan, där han råkade ut för timslånga förseningar på marken i sitt tidigare försök 2008.

#### Rymdfärd

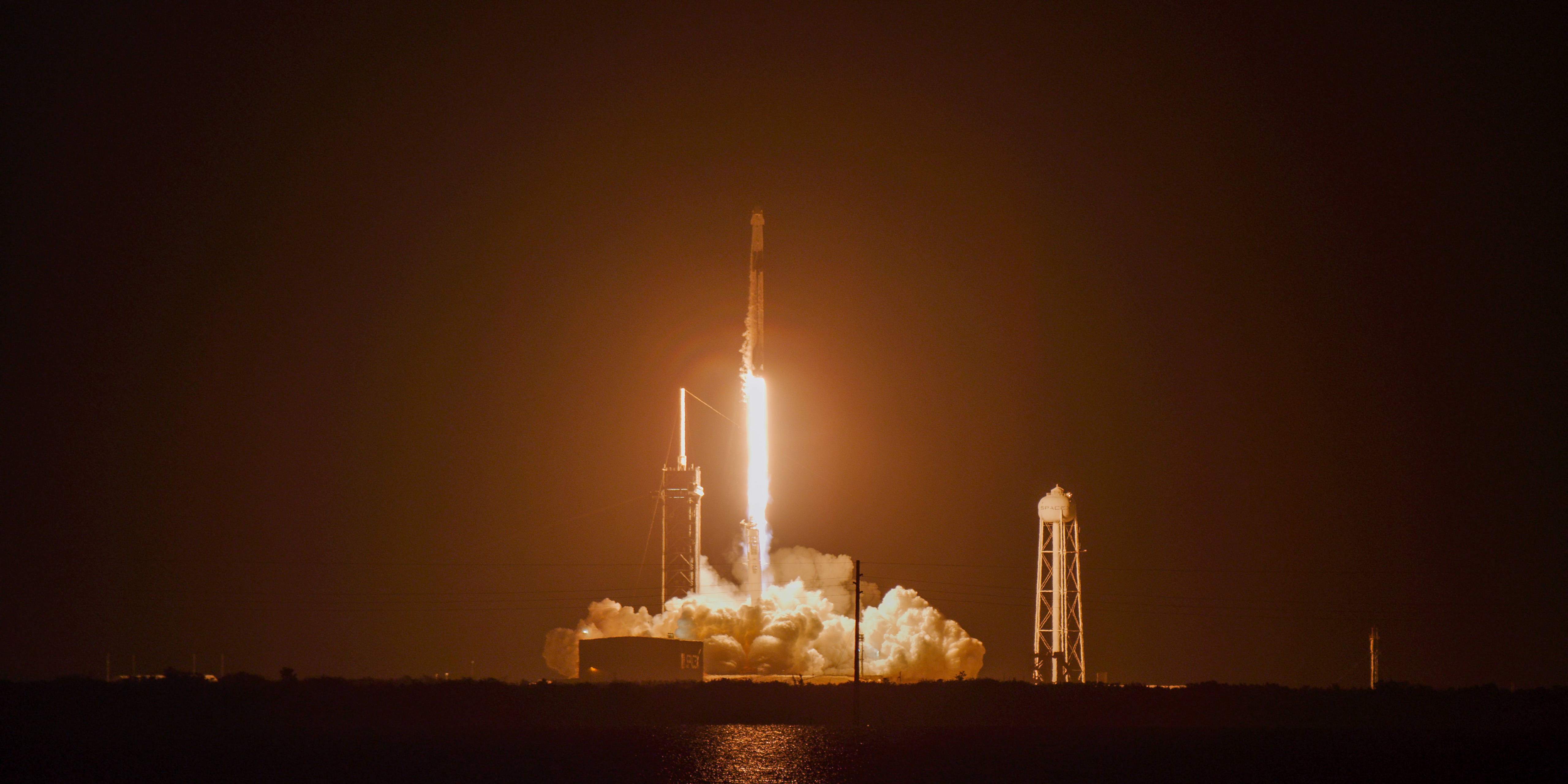
Inspiration4 med Jared Isaacman

I februari 2021 meddelade Isaacman att han skulle tjänstgöra som befälhavare för Inspiration4, den första privata mänskliga rymdfärden där ingen av personerna ombord kommer från en statlig myndighet. Uppdraget, som drivs av SpaceX, ombord på en autonom Crew Dragon-rymdfarkost som sänds upp av en Falcon 9 bärraket.
Isaacman fick anropssignalen "Rook" under flygträningen. Han är med på omslaget till ett dubbelnummer av tidskriften Time tillsammans med resten av besättningen på Inspiration4 i augusti 2021. Inspiration4 skickades iväg den 15 september 2021 (UTC), nådde omloppsbanan och plaskade ner i havet tre dagar senare.
Under Inspiration4-uppdraget skrev Isaacman historia genom att göra det första kända sportspelet från rymden, och placerade två spel på NFL-fotboll med BetMGM Sportsbook, medan han var över Las Vegas.
Isaacman kommer att leda det planerade Polaris Dawn-uppdraget (tidigast sommaren 2024).

### Privatliv
År 2004 började Isaacman ta flyglektioner och år 2009 satte han ett världsrekord för att segla runt jorden. Han tog en kandidatexamen i professionell flygteknik från Embry-Riddle Aeronautical University 2011. Isaacman är flygkvalificerad för flera militära jetflygplan. I 20-årsåldern flög han i många flygshower, men när han var 30 hade han slutat flyga som sådan. Han fortsätter att flyga en av de få privatägda MiG-29:orna i USA.
Isaacman är gift och har två döttrar. Isaacman har varit bosatt i Washington Township, New Jersey.